# Venetus A

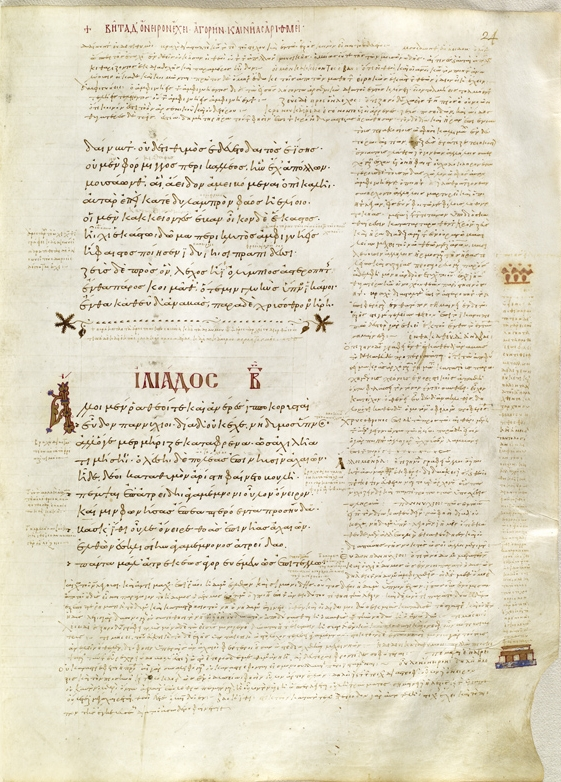
Venetus A, fol. 24r

Venetus A ist die übliche Bezeichnung für die in der Biblioteca Marciana in Venedig als Codex Marcianus Graecus 454 [=822] katalogisierte Handschrift aus dem 10. Jahrhundert.
Venetus A ist das berühmteste erhaltene Manuskript der Homerischen Ilias und weiterer Texte. Von manchen wird es als der beste Text dieses Epos betrachtet. Der Venetus A überliefert auch eine Version zum Leben des Homer und Zusammenfassungen des Epischen Zyklus. Der Abschnitt der Kypria ist jedoch fehlerhaft. Verschiedene andere Manuskripte enthalten das Leben des Homer oder die Zusammenfassung der Kypria oder beides, aber keines enthält den Rest des Epischen Zyklus wie der Venetus A.
Der Codex Venetus A wurde um 950 als Luxushandschrift verfasst. Im 12. Jahrhundert kamen Illustrationen hinzu. Es wird angenommen, dass der Codex von Giovanni Aurispa während seines Aufenthalts von 1421 bis 1423 in Konstantinopel erworben wurde, das damals von den Türken belagert und 1453 erobert wurde. Giovanni Aurispa erwähnt in seinem Brief an Ambrogio Traversari, dass er zwei Werke der Ilias und eines der Odyssee in Konstantinopel erworben habe. 1468 spendete Kardinal Bessarion seine gesamte Bibliothek, darunter auch die Codices Venetus A und B, der Republik Venedig. Diese bildeten den Grundstock der späteren Biblioteca Marciana.
Die Druckausgabe des Codex Venetus A im Jahre 1788 durch Jean-Baptiste Gaspard d’Ansse de Villoison stellte seinerzeit eine philologische Sensation dar.